# Paul Louis Héroult
Paul Louis Héroult (ur. 10 kwietnia 1863 w Thury-Harcourt, zm. 9 maja 1914 w Antibes) – francuski metalurg, wynalazca i przemysłowiec.

## Życiorys
Zbudował między innymi elektryczny piec łukowy (tzw. piec Héroulta), co umożliwiło mu opracowanie metody produkcji żelazochromu i żelazowolframu.